# Galium cajamarcense
Galium cajamarcense är en måreväxtart som beskrevs av Lauramay Tinsley Dempster. Galium cajamarcense ingår i släktet måror, och familjen måreväxter.
Artens utbredningsområde är Peru. Inga underarter finns listade i Catalogue of Life.